# Георги Вутев
Георги Нанев Вутев е български офицер, полковник от Държавна сигурност, политик и кандидат-член на ЦК на БКП.

## Биография
Роден е на 23 май 1924 г. Участва в Съпротивата срещу Германия през Втората световна война. Офицер от Държавно сигурност, работещ по линията на външното разузнаване. Известно време е търговски аташе във Федерална република Германия и заместник-министър на външната търговия. От 4 април 1981 г. е кандидат-член на ЦК на БКП. Съден е за корупция през 1982 г. по процеса срещу Живко Попов и фонд „13 века България“, а разследванията срещу него продължават и през 1986 година. Влиза в затвора. През 90-те години е реабилитиран от Върховния съд на Република България. Умира на 11 декември 2016 г. в София.